# النجم الغريب
النجم الغريب هو نجم كواركي مكون من المادة الكواركية الغريبة. قد توجد نجوم غريبة عند درجات حرارة وضغوط قريبة من الصفر، حيث قد تتشكل مادة الكوارك الغريبة وتبقى مستقرة داخل النجوم النيوترونية، بنفس الطريقة التي يمكن أن تتشكل بها مادة الكوارك العادية. تحتوي هذه النجوم الغريبة بشكل طبيعي طبقة قشرية من النيوترونيوم. ويتعلق عمق طبقة القشرة بظروف النجم وخصائصه الفيزيائية وخصائص المادة الكواركية الغريبة. وتسمى النجوم المكونة جزئيا من المادة الكواركية بالنجوم الهجينة.